# Симашур
Симашу́р — деревня в Глазовском районе Удмуртии, в составе Верхнебогатырского сельского поселения. 

## География
Улицы деревни:
- Михайловская
- Родниковая
- Симашурская

## Население
| 2010 | 2012 |
| ---- | ---- |
| 86   | ↘85  |

Численность постоянного населения деревни составляет 73 человека (2007).